# Szabelki

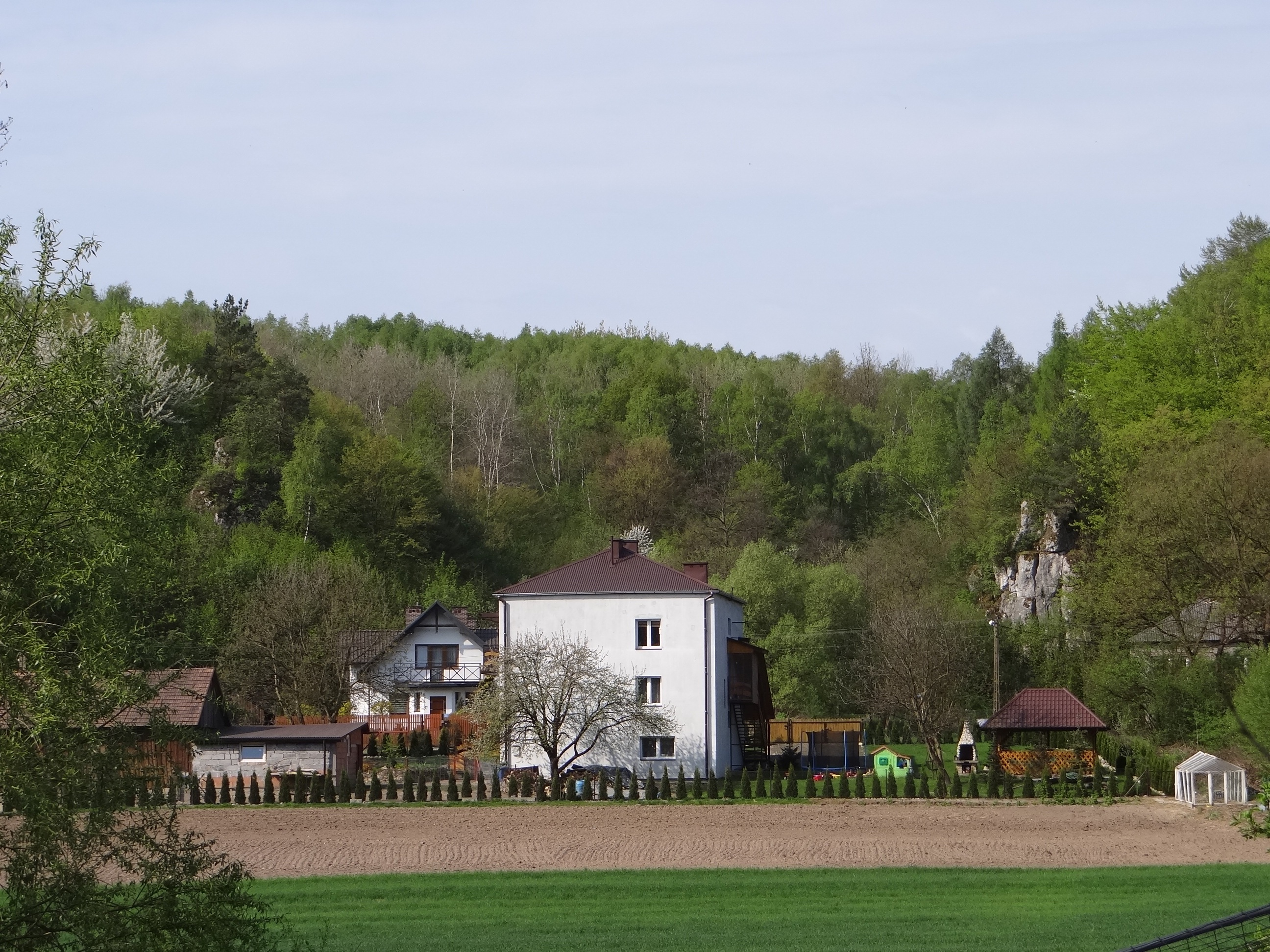
Bukowa Skała (po lewej) i Szabelki (po prawej)

Szabelki – skała w prawych zboczach Doliny Prądnika w Ojcowskim Parku Narodowym (OPN), w obrębie miejscowości Prądnik Korzkiewski. Wraz z Bukową Skałą tworzą skalną bramę zamykającą wylot bocznego odgałęzienia Doliny Prądnika (ul. Bronówka). Szabelki znajdują się po północnej stronie tego wylotu, w pewnej odległości od drogi biegnącej dnem doliny.
Skała Szabelki, podobnie jak inne skały Doliny Prądnika, zbudowana jest z twardych wapieni skalistych pochodzących z późnej jury. Jej ściany podcięte zostały przez Prądnik w plejstocenie. Wraz z Bukową Skałą i Łaskawcem są to najbardziej na południe wysunięte duże nasywy wapienia skalistego w OPN.
Szabelki to niezbyt duża skała. Znajduje się na terenie prywatnym, jest ogrodzona, a u jej podnóży wybudowano nowy dom.

## Szlaki turystyczne
czerwony Szlak Orlich Gniazd, odcinek z Prądnika Korzkiewskiego Doliną Prądnika przez Ojców do Zamku w Pieskowej Skale